# Коп
Коп (њем. Kopp) општина је у њемачкој савезној држави Рајна-Палатинат. Једно је од 109 општинских средишта округа Вулканајфел. Према процјени из 2010. у општини је живјело 177 становника. Посједује регионалну шифру (AGS) 7233223.

## Географски и демографски подаци
Коп се налази у савезној држави Рајна-Палатинат у округу Вулканајфел. Општина се налази на надморској висини од 400–559 метара. Површина општине износи 8,4 km². У самом мјесту је, према процјени из 2010. године, живјело 177 становника. Просјечна густина становништва износи 21 становника/km².